# Holger Mann

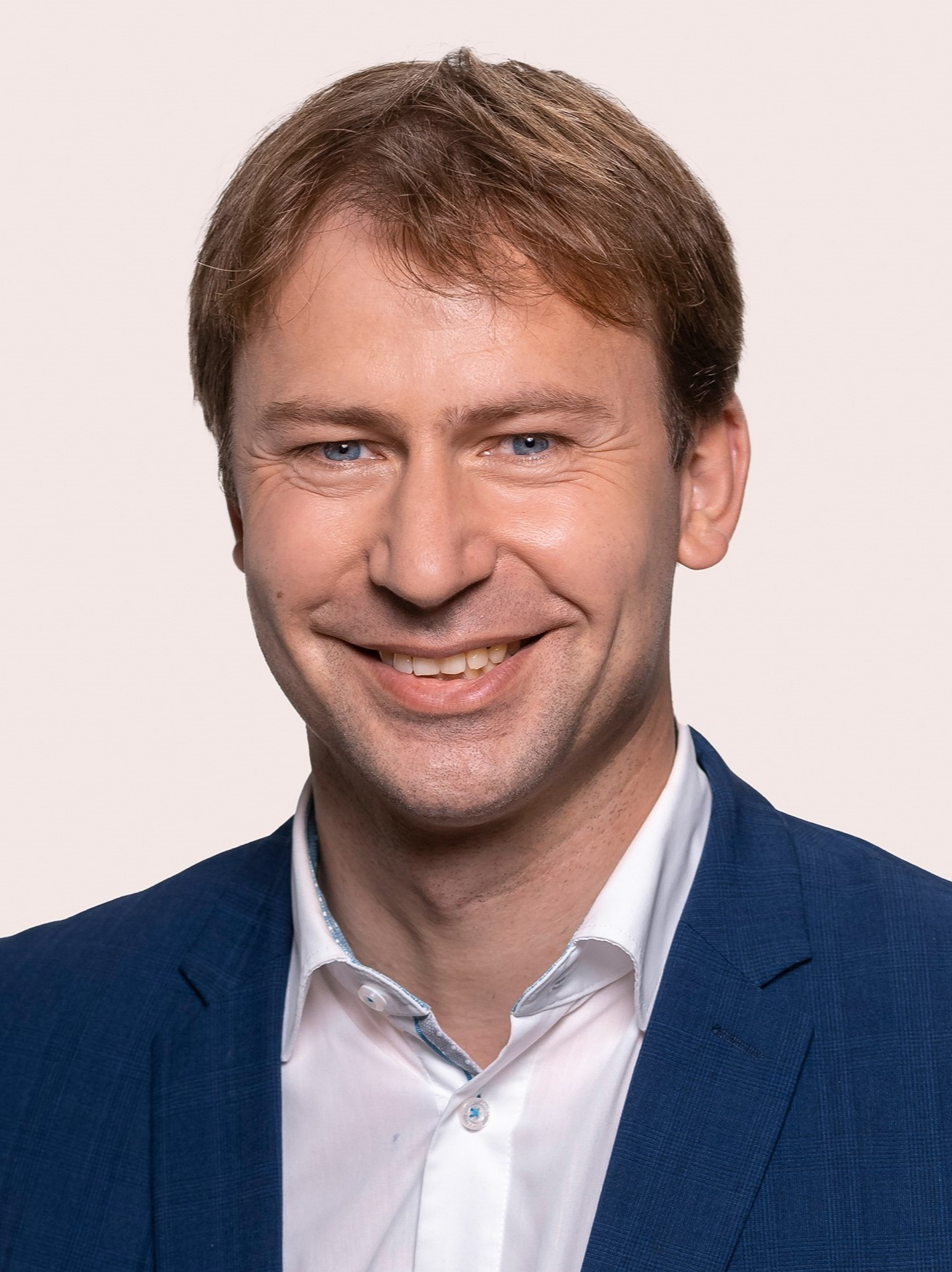
Holger Mann (2021)

Holger Mann (* 19. Februar 1979 in Dresden) ist ein deutscher Politiker (SPD) und seit 2021 Mitglied des Deutschen Bundestages. Zuvor war er von 2009 bis 2021 Abgeordneter im Sächsischen Landtag. Vom 17. November 2018 bis zum 17. Mai 2025 war er Vorsitzender der SPD Leipzig.

## Leben
Holger Mann verlebte seine Kindheit in Annaberg-Buchholz im Erzgebirge. Nach dem Wehrdienst in Leipzig-Wiederitzsch nahm er ein Studium der Politikwissenschaft, Journalistik und Geschichte an der Universität Leipzig auf, das er 2006 erfolgreich abschloss. Anschließend war er bis März 2009 als Geschäftsführer einer Entwicklungsgesellschaft im Leipziger Neuseenland tätig.
Er ist verheiratet und hat zwei Kinder.

## Politik
Seit seiner Jugend gehört Mann der SPD an. Er war von 2004 bis 2009 Landesvorsitzender der sächsischen Jusos. Seit 2006 gehört er dem Landesvorstand der SPD Sachsen an. Bei der Landtagswahl 2009 zog er über die Landesliste der SPD in den Sächsischen Landtag ein. Bei den Landtagswahlen 2014 und 2019 gelang ihm der Wiedereinzug in den Landtag. Mann leitete die SPD-Arbeitsgruppe Wissenschaft, Forschung, Digitalisierung und Medien bei den Koalitionsverhandlungen zwischen CDU und SPD im Herbst 2014.
Er war ordentliches Mitglied im Europaausschuss sowie stellvertretender Vorsitzender des Ausschusses für Wissenschaft, Hochschule, Kultur und Medien.
Ab 2009 war Mann Sprecher für Hochschule und Wissenschaft sowie seit 2013 Sprecher für Digitalisierung, Technologie und EU-Förderpolitik der SPD-Fraktion im Sächsischen Landtag.
Von 2010 bis 2013 war er Mitglied der Enquete-Kommission „Strategien für eine zukunftsorientierte Technologie- und Innovationspolitik im Freistaat Sachsen“, welche im 1. Quartal 2013 ihren Abschlussbericht vorlegte.
Am 17. November 2018 wählten ihn die Delegierten der SPD Leipzig mit 84,3 % zum neuen Vorsitzenden. Er folgte damit Hassan Soilihi Mzé, der im Juni nach langwierigen parteiinternen Querelen zurückgetreten war. Zunächst war Mann bis 2021 alleiniger Vorsitzender des Stadtverbands. 2021 bis 2023 führte er die Leipziger SPD, erstmals in einer Doppelspitze, mit Irena Rudolph-Kokot, und ab 2023 mit Christina März.
Mann trat zur Bundestagswahl 2021 als Direktkandidat seiner Partei im Bundestagswahlkreis Leipzig I an. Darüber hinaus stand er auf Listenplatz 1 der SPD Sachsen zur Bundestagswahl und war somit deren Spitzenkandidat. Mann gelang über seinen Listenplatz der Einzug in den Deutschen Bundestag, nachdem das Direktmandat mit einem Vorsprung von 519 Stimmen an den CDU-Kandidaten Jens Lehmann gegangen war. Im Zuge seines Einzugs in den Bundestag legte er sein Landtagsmandat nieder. Für ihn rückte Juliane Pfeil-Zabel in den Landtag nach.
Im 20. Deutschen Bundestag ist Mann ordentliches Mitglied im Ausschuss für Bildung, Forschung und Technikfolgenabschätzung sowie stellvertretendes Mitglied im Ausschuss für Klimaschutz und Energie und im Haushaltsausschuss. Zudem ist er seit Januar 2022 stellvertretender Sprecher der Arbeitsgruppe Bildung und Forschung innerhalb der SPD-Bundestagsfraktion.
Am 18. September 2024 kündigte Mann seine erneute Kandidatur für den Deutschen Bundestag zur Bundestagswahl 2025 im Bundestagswahlkreis Leipzig I an. Zudem kandidierte er auf Platz 2 der Landesliste der SPD Sachsen. Bei der Wahl am 23. Februar 2025 erzielte Mann ein Erststimmenergebnis von 11,7 Prozent. Über die Landesliste konnte Mann erneut in den Bundestag einziehen.
Als Mitglied der Arbeitsgruppe Bildung, Forschung und Innovation war Mann an den Koalitionsverhandlungen zwischen CDU/CSU und SPD in Folge der Bundestagswahl 2025 beteiligt.
Beim Stadtparteitag der SPD Leipzig am 17. Mai 2025 trat Mann nicht erneut für das Amt des Stadtverbandsvorsitzenden an. Als Begründung führte Mann die gestiegene Arbeitsbelastung durch sein Bundestagsmandat an. Zu seinem Nachfolger wählte der Stadtparteitag den bisherigen Vorsitzenden des Ortsvereins Leipzig-Südwest, Benjamin Schulz.